# Karabiny Berthier
Karabiny Berthier – seria francuskich karabinów i karabinków powtarzalnych, produkowanych na przełomie XIX–XX wieku, używanych głównie podczas I wojny światowej. 

## Historia

### Geneza
Druga połowa XIX wieku była okresem szybkiego rozwoju broni strzeleckiej. Wprowadzenie broni odtylcowej, a następnie amunicji zespolonej z łuską metalową zwiększyło szybkostrzelność podstawowej broni piechoty – karabinu. Pojawiły się też pierwsze karabiny powtarzalne.
We Francji pierwszym wprowadzonym do uzbrojenia karabinem odtylcowym był Chassepot Mle 1866. Po kilku latach został on przystosowany do zasilania amunicją z łuską metalową (Gras Mle 1874). W celu zwiększenia szybkostrzelności jednostrzałowych karabinów Grasa skonstruowano karabin Mle 1884 będący połączeniem karabinu Grasa z podlufowym magazynkiem rurowym konstrukcji Kropatschcka.
Wynalezienie przez Paula Vieille w 1886 (lub 1884) pierwszego prochu bezdymnego sprawiło, że konieczna stała się nowa modernizacja karabinu. Francuzi postanowili oprzeć się na konstrukcji karabinu Mle 1884 i amunicji 11,59 mm R. Karabin Lebel Mle 1886 był pod względem konstrukcji bardzo podobny do karabinu Mle 1884. Jedyną większą zmianą był nowy tłok zaporowy zamka wyposażony w dwa rygle. Nowy nabój 8 × 50 mm R zachował średnicę dna łuski identyczną jak w naboju 11 mm. Wprowadzenie szyjki umożliwiającej osadzenie pocisku o średnicy 8 mm spowodowało, że nabój miał silnie stożkowy kształt.

### Powstanie i rozwój
Karabin Lebela wkrótce stał się przestarzały. Największą wadą był odziedziczony po karabinie Mle 1884 magazynek rurowy. Był on ładowany pojedynczymi nabojami, co było czynnością bardzo czasochłonną (karabiny powstające równocześnie z Lebelem miały najczęściej magazynki pudełkowe ładowane przy pomocy kilkunabojowych ładowników). Jeszcze większą wadą była niemożność stosowania naboi z pociskami ostrołukowymi (ostre zakończenie pocisku uderzało w trakcie strzału w spłonkę, co groziło odpaleniem naboju w magazynku).
Dlatego już w 1890 do uzbrojenia wprowadzono pierwszą broń z magazynkiem pudełkowym. Był to opracowany przez M. Berthiera karabinek Mle 1890. Była to broń z zamkiem wzorowanym na wcześniejszych konstrukcjach francuskich ale z nowym magazynkiem ładowanym trójnabojowymi ładownikami symetrycznymi. W dwa lata później powstał zmodernizowany karabinek Berthier Mle 1892. Jednak piechota nadal używała karabinu Lebel Mle 1886.
W 1907 został wprowadzony do uzbrojenia pierwszy karabin Berthiera Mle 1907. Pod względem konstrukcyjnym była to długolufowa wersja karabinka Mle 1892 (karabin ten został jeszcze nieznacznie zmodernizowany w 1915 r).
Modernizacja z 1915 okazała się niewystarczająca i dlatego już w 1916 przeprowadzono następną. Tym razem zmiany były poważniejsze. Największą było wyposażenie karabinu Berthier Mle 1907/15 M16 w nowy magazynek o pojemności 5 naboi. Wraz z nowym karabinem wprowadzono do uzbrojenia nowy karabinek Mle 1892 M16. Do końca I wojny światowej karabiny Berthiera razem ze starszymi karabinami Lebelami były przepisową bronią żołnierzy francuskich. Po wojnie karabiny i karabinki Berthiera wraz z żołnierzami Błękitnej Armii trafiły także do Polski (polskie oznaczenie: Berthier wz. 1890, wz. 1892, wz. 15, wz. 16).
Po zakończeniu I wojny światowej we Francji rozpoczęto prace nad nowym nabojem karabinowym. Przyczyną takiej decyzji były problemy z nabojem 8 × 50 mm R. Jego silnie stożkowy kształt uniemożliwiał skonstruowanie magazynka dwurzędowego, a magazynkom jednorzędowym nadawał łukowy kształt. Dodatkowo łuska z kryzą wystającą komplikowała budowę broni. Dlatego w 1924 do uzbrojenia wprowadzono nowy nabój 7,5 × 58 mm Mle 1924C. Seria wypadków (do broni zasilanej tą amunicją można było załadować niemiecki nabój 7,92 × 57 mm, którego odpalenie powodowało zniszczenie broni) sprawiła, że nabój przekonstruowano (skrócono łuskę) i ponownie wprowadzono do uzbrojenia jako 7,5 × 54 Mle 1929C. Początkowo planowano, że do nowej amunicji zostanie skonstruowany karabin samopowtarzalny, ale brak odpowiedniej konstrukcji (powstające prototypy nie spełniały wymagań) sprawiły, że postanowiono wprowadzić nowe karabiny powtarzalne. Konstrukcją docelową miał być karabin MAS 36, ale w okresie przejściowym użytkowano także zmodernizowany Berthier Mle 1907/15 M34.
Karabiny Mle 1907/15 M34 i MAS 36 stanowiły przepisowe uzbrojenie żołnierzy francuskich w czasie kampanii francuskiej (1940 r.).

## Wersje

### Karabinki

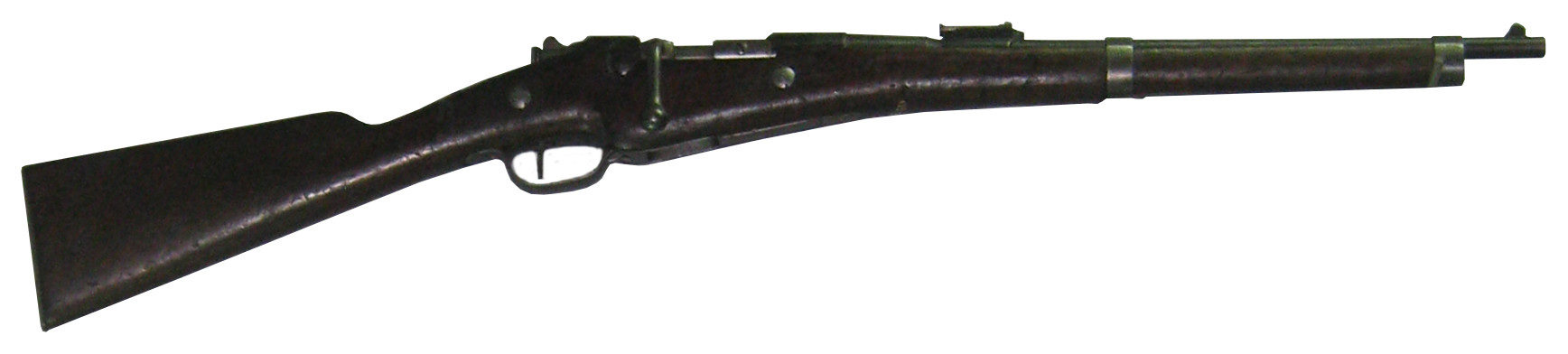
Berthier Mle 1890

- Mle 1890 (w Polsce wz. 1890) – pierwszy karabinek Berthiera wprowadzony do uzbrojenia. Produkowany w kilku mało różniących się wersjach dla kawalerii, kirasjerów, żandarmerii i artylerii. Posiadał zamek cylindryczny, obrotowy, a przy zamkniętym i zaryglowanym zamku rygle znajdują się w pozycji pionowej. Magazynek trójnabojowy z symetrycznym ładownikiem i umieszczony w jednolitym łożu. Lufa bez nakładki, celownik ramkowo-schodkowy o nastawach 200–2000 metrów. W okresie międzywojennym znajdował się w uzbrojeniu Wojska Polskiego.
- Mle 1892 (w Polsce wz. 1892) – ujednolicona wersja karabinka opracowana w 1892.
- Mle 1892 M16 (Berthier Mle1916, w Polsce wz. 16) – zmodernizowana wersja z 1916. Nowy pięcionabojowy magazynek i nakładka na lufę.

### Karabiny
- Mle 1907 (model Tonquinos) – karabin będący długolufową wersją karabinka Mle1892. Magazynek trójnabojowy, lufa bez nakładki, celownik ramkowo-schodkowy o nastawach 250–2400 metrów.
- Mle 1907/15 (w Polsce wz. 07/15 lub wz. 15) – wersja zmodernizowana o mniejszej masie. Zamek czterotaktowy ryglowany symetrycznie dwa pionowe rygle. Zastosowano w nim magazynek pudełkowy na trzy naboje, który nie wystawał z łoża. Celownik schodkowo–ramkowy z wyciętą trapezowo szczerbinką. W drewnianą nakładkę wyposażono lufę. Bagnet kolny. W okresie międzywojennym znajdował się w uzbrojeniu Wojska Polskiego.

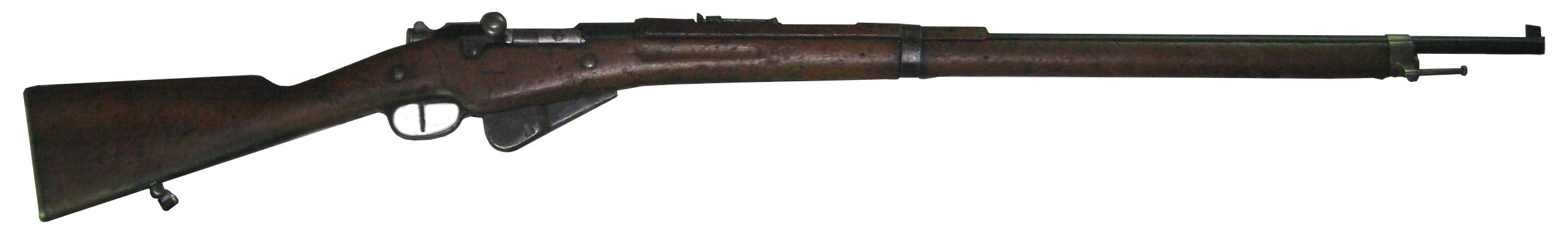
Berthier Mle 1907/15 M16

- Mle 1907/15 M16 (Berthier Mle 1916, w Polsce wz. 16) – karabin będący połączeniem mechanizmów Berthiera z łożem wzorowanym na karabinie Lebel Mle 1886. Magazynek pięcionabojowy wystający z łoża i zakryty od dołu wieczkiem, do którego można było dostosować  3-nabojowe ładowarki. Posiadał nakładkę na lufę. W okresie międzywojennym znajdował się w uzbrojeniu Wojska Polskiego.

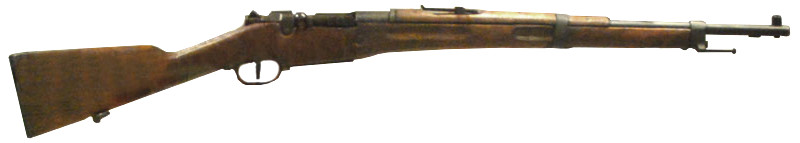
Berthier Mle 1907/15 M34

- Mle 1907/15 M34 – ostatnia wersja karabinu Berthiera. Karabiny M34 powstawały przez przeróbkę starszych modeli Berthiera. Nowa lufa kalibru 7,5 mm i ładowany z łódki magazynek wzorowany na konstrukcji Mausera. Poza karabinem piechoty (z prostą rączką zamkową) istniała wersja przeznaczona dla kawalerii (z rączką zamkową zgiętą w dół i bagnetem Mle 1892).

## Konstrukcja

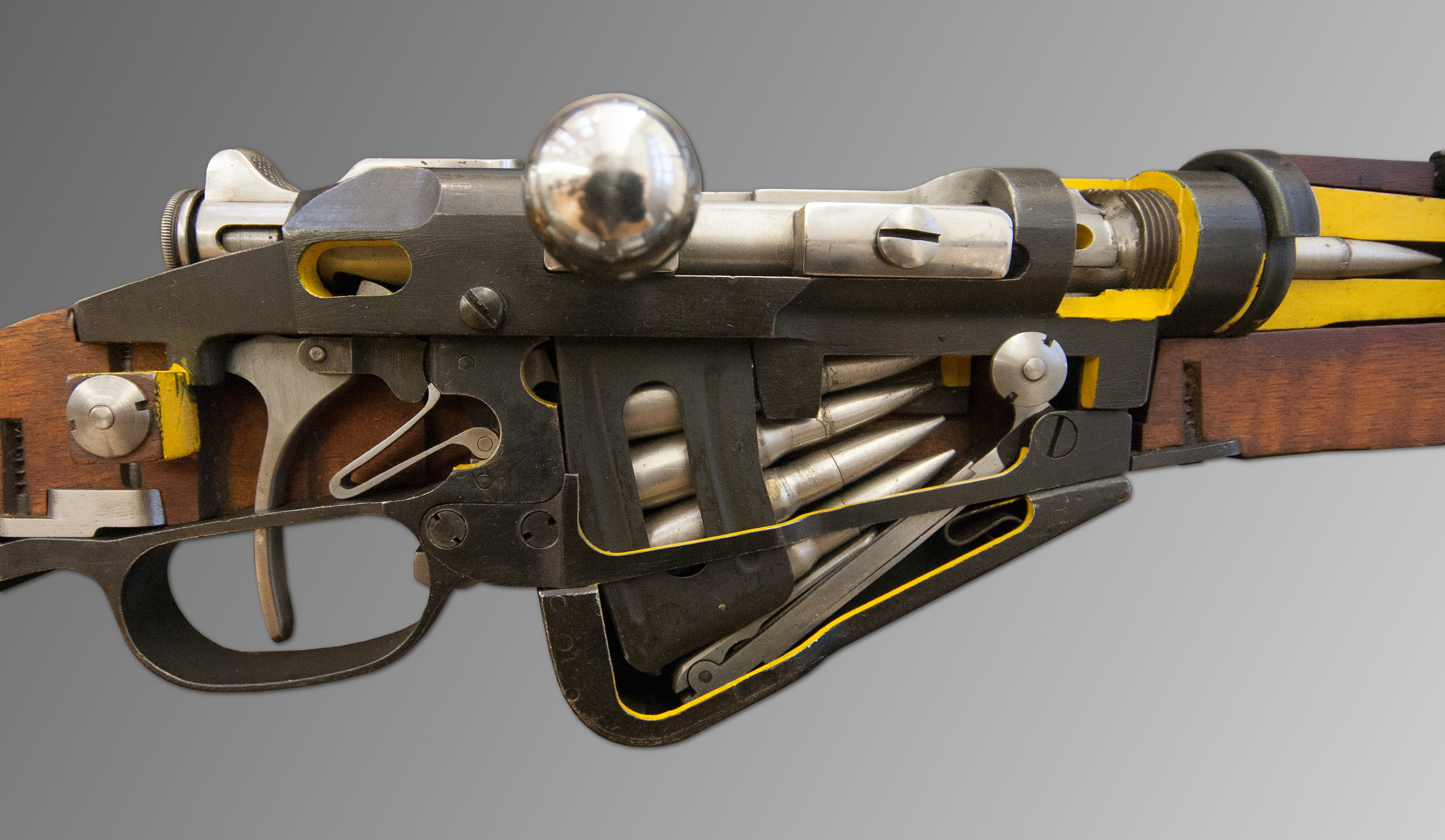
Przekrój częściowy Berthier Mle 1916

Karabin Mle 1907 był indywidualną bronią powtarzalną. Zamek czterotaktowy, ślizgowo-obrotowy. Ryglowanie za pomocą dwóch rygli (trzecim pomocniczym ryglem była rączka zamkowa). Zasilanie ze stałego magazynka pudełkowego ładowanego symetrycznymi ładownikami trójnabojowymi. Przyrządy celownicze składały się z trójkątnej muszki i celownika ramkowo-schodkowego. Do karabinu stosowano bagnety Mle 1886 lub Mle 1892.

## Dane taktyczno-techniczne

### Karabinki
| Wzór                      | Mle 1890    | Mle 1890 „kirasjerski” | Mle 1890 „kawaleryjski” | Mle 1890 „żandarmerii” | Mle 1892    | Mle 1892 M16 |
| Nabój                     | 8 × 50 mm R | 8 × 50 mm R            | 8 × 50 mm R             | 8 × 50 mm R            | 8 × 50 mm R | 8 × 50 mm R  |
| Długość karabinka (mm)    | 950         | 950                    | 950                     | 950                    | 945         | 945          |
| Długość lufy (mm)         | 450         | 450                    | 450                     | 455                    | 453         | 453          |
| Masa karabinka (kg)       | 3,00        | 2,98                   | 3,05                    | 3,15                   | 3,10        | 2,35         |
| Pojemność magazynka (szt) | 3           | 3                      | 5                       | 3                      | 3           | 5            |

### Karabiny
| Wzór                               | Mle 1907    | Mle 1907/15 | Mle 1907/15 M16 | Mle 1907/15 M34 |
| Nabój                              | 8 × 50 mm R | 8 × 50 mm R | 8 × 50 mm R     | 7,5 × 54 mm     |
| Długość karabinu (mm)              | 1306        | 1306        | 1306            | 1080            |
| Długość lufy (mm)                  | 803         | 803         | 803             | 580             |
| Masa karabinu niezaładowanego (kg) | 3,91        | 3,81        | 4,20            | 3,70            |
| Pojemność magazynka (szt)          | 3           | 3           | 5               | 5               |